# Malaguti Fifty
Il Malaguti Fifty è un ciclomotore prodotto a partire dal 1974 e fino al 1997 dalla Malaguti con sede a San Lazzaro di Savena (BO).

## Il contesto
Il Fifty fa parte del gruppo dei cosiddetti "tuboni", tra i quali è stato uno dei modelli più longevi e di maggiore successo.

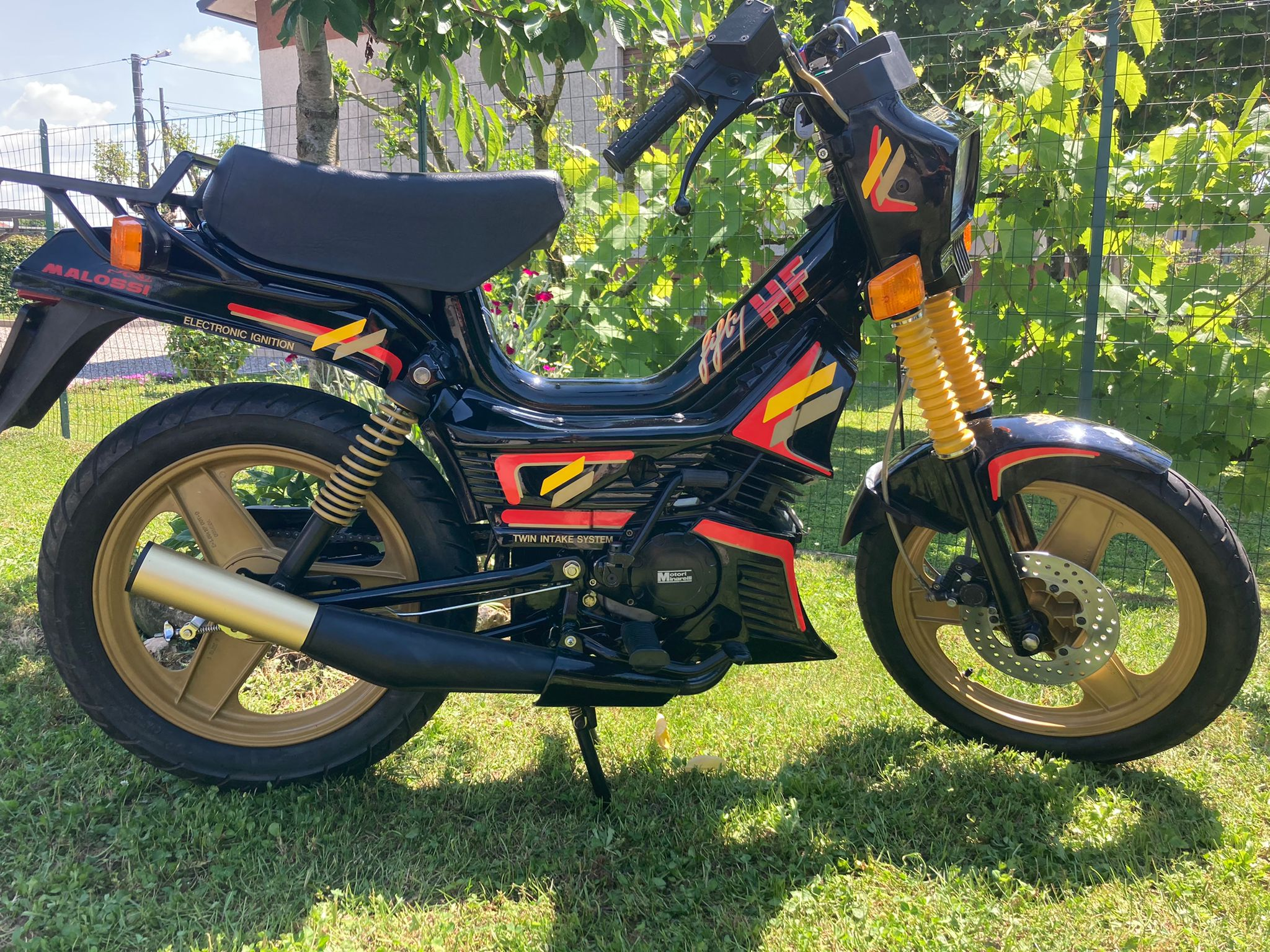
Fifty HF

Sui listini della casa motociclistica bolognese ci sono state diverse versioni differenti del Fifty: Fifty 50, AS, Black Special, Premium, RV, UP, HF, HF mix, HF colors, Full CX, Full CX mix, Full CX Colors, Mistral, Evolution, Top, Top Colors e Top Mix.
Durante l'EICMA del 2003, è stato presentato il prototipo di un nuovo Fifty, ma non è mai entrato in produzione.

## Malaguti Fifty Top
Il modello Fifty TOP 50 ha subito la sua ultima evoluzione nel 1994 con la caratteristica colorazione bordeaux con fregi grigi e giallo shocking, nero con fregi viola e grigio con fregi giallo pastello. Il nuovo modello differiva dal precedente sia nell'estetica che nella meccanica; il restyling ha coinvolto tutta la carenatura, ora più moderna e morbida nelle forme, il cupolino, molto più snello, e la strumentazione, con un nuovo strumento unico più piccolo ma più chiaro che comprende contagiri, tachimetro, contachilometri, spie frecce, spia del cambio in folle, spia della riserva carburante (non presente nel precedente), spia della eccessiva temperatura dell'acqua e orologio. Inoltre sparisce la carenatura del disco anteriore, non più forato ma intagliato longitudinalmente.
Nella meccanica invece, il nuovo modello si distingue per il cambio a 4 marce (e non più 3, grazie all'annullamento della limitazione del codice della strada per i ciclomotori a 3 marce del 1993).
Il "Tubone" funge anche da serbatoio del carburante (da 3,25 a 6,5 litri, a seconda delle versioni), la sua rigidità e uniformità dona al Fifty un ottimo comportamento su strada, inoltre rende ottimale la distribuzione dei pesi e ciò rende il ciclomotore tra i più maneggevoli al pari di modelli come il Piaggio Ciao. Il mono ammortizzatore posteriore assorbe sempre bene le asperità della strada, donando una sensazione di stabilità e tenuta a chi guida; la forcella anteriore è molto rigida e ciò pur migliorando la stabilità su strade molto lisce rende il mezzo un po' instabile sullo sconnesso. La sezione ridotta delle gomme (a confronto dei modelli moderni) garantisce un'agilità sorprendente nei cambi di direzione a discapito di un angolo di piega inferiore agli standard attuali.
L'impianto frenante è composto da un freno a disco Grimeca all'anteriore e un freno a tamburo al posteriore.
Il motore è quasi per tutti il Franco Morini serie G, con cambio a 4 marce. Questo propulsore non trova applicazione su nessuno dei ciclomotori moderni che molto spesso montano i propulsori della Minarelli.
L'unico a montare delle raffinatezze rimaste incomprese era la versione "Evolution" ed il successivo restyling con denominazione "color". Il serbatoio carburante in materiale plastico era infatti alloggiato sotto al sedile, il telaio a "tubone" era il serbatoio dell'olio per la miscelazione automatica. Veniva adottato un motore Minarelli di tipo AM3 con ammissione lamellare direttamente nel carter, anticipo fisso a scarica variabile ed accensione esclusivamente elettrica. La particolare forcella anteriore era molto simile alla tanto discussa forcella della Vespa ma con la particolarità di essere montata "rovesciata". Ciò gli permetteva una grande maneggevolezza anche sulle strade sconnesse (al contrario dei "fratelli") nonostante, l'elevato peso ed il baricentro alto, maneggevolezza che in caso di frenata tenace (invece di affondare il mezzo tendeva ad alzarsi) permetteva al pilota di modulare la frenata, "girare" ed evitare l'impatto o la caduta.
Il cilindro in lega leggera (alluminio) a 4 travasi è cromato (per un elevato scorrimento) e il pistone è un bifascia con segmenti sottili ad alto scorrimento. L'alimentazione lamellare nel cilindro è affidata ad un semplice carburatore Dell'Orto SHA 14/12 e ad un miscelatore della medesima casa, l'espulsione dei gas di scarico è affidata ad un'espansione di generose dimensioni con silenziatore integrato tranne nella versione "Evolution" nel quale vi era la possibilità di rimuoverlo e "disassemblarlo" per provvedere alla sostituzione del materiale antirombo, più semplicemente conosciuto come Lana di vetro.
Per legge il Fifty veniva venduto con limiti a 1,5 cv (1,2 kW) e 45 km/h; tuttavia se sbloccato (con conseguente perdita della garanzia e con utilizzo limitato alla pista) il motore eroga una potenza maggiore in una fascia di giri compresa tra i 6000 e i 10500 giri/minuto, disponendo anche di una coppia motrice più elevata. Nella versione "Evolution" veniva stimata una potenza massima di circa 8 cavalli a 10500 giri/minuto.
Elevato anche il suo rapporto peso/potenza (tranne per la versione "Evolution"); il motore è infatti unito ad un telaio estremamente leggero cosa che garantisce ottimi risultati in termini di scatto e velocità di punta, di poco superiore agli 80 km/h.
Il Fifty Top 50 M.Y '94 ha rappresentato la più moderna espressione a livello tecnico ed estetico di una filosofia di costruzione dei ciclomotori ormai sostituita dagli scooter e dalle moto.

## Caratteristiche tecniche
| Caratteristiche tecniche - Malaguti Fifty RV | Caratteristiche tecniche - Malaguti Fifty RV                                | Caratteristiche tecniche - Malaguti Fifty RV                                | Caratteristiche tecniche - Malaguti Fifty RV                                | Caratteristiche tecniche - Malaguti Fifty RV                                | Caratteristiche tecniche - Malaguti Fifty RV                                |
| Dimensioni e pesi                            | Dimensioni e pesi                                                           | Dimensioni e pesi                                                           | Dimensioni e pesi                                                           | Dimensioni e pesi                                                           | Dimensioni e pesi                                                           |
| -------------------------------------------- | --------------------------------------------------------------------------- | --------------------------------------------------------------------------- | --------------------------------------------------------------------------- | --------------------------------------------------------------------------- | --------------------------------------------------------------------------- |
| Ingombri (lungh.×largh.×alt.)                | 1730 × 760 × 1050 mm                                                        | 1730 × 760 × 1050 mm                                                        | 1730 × 760 × 1050 mm                                                        | 1730 × 760 × 1050 mm                                                        | 1730 × 760 × 1050 mm                                                        |
| Altezze                                      | Sella: mm - Minima da terra: 180 mm                                         | Sella: mm - Minima da terra: 180 mm                                         | Sella: mm - Minima da terra: 180 mm                                         | Sella: mm - Minima da terra: 180 mm                                         | Sella: mm - Minima da terra: 180 mm                                         |
| Interasse: 1130 mm                           | Interasse: 1130 mm                                                          | Massa a vuoto: 57 kg                                                        | Massa a vuoto: 57 kg                                                        | Serbatoio: 3,25 litri                                                       | Serbatoio: 3,25 litri                                                       |
| Meccanica                                    |                                                                             |                                                                             |                                                                             |                                                                             |                                                                             |
| Tipo motore: monocilindrico a due tempi      | Tipo motore: monocilindrico a due tempi                                     | Tipo motore: monocilindrico a due tempi                                     | Tipo motore: monocilindrico a due tempi                                     | Raffreddamento: ad aria                                                     | Raffreddamento: ad aria                                                     |
| Cilindrata                                   | 49,8 cm³ (Alesaggio 39 mm × Corsa 41,7 mm)                                  | 49,8 cm³ (Alesaggio 39 mm × Corsa 41,7 mm)                                  | 49,8 cm³ (Alesaggio 39 mm × Corsa 41,7 mm)                                  | 49,8 cm³ (Alesaggio 39 mm × Corsa 41,7 mm)                                  | 49,8 cm³ (Alesaggio 39 mm × Corsa 41,7 mm)                                  |
| Distribuzione:                               | Distribuzione:                                                              | Distribuzione:                                                              | Alimentazione: iniezione Morini SHA 14/12                                   | Alimentazione: iniezione Morini SHA 14/12                                   | Alimentazione: iniezione Morini SHA 14/12                                   |
| Frizione: centrifuga                         | Frizione: centrifuga                                                        | Frizione: centrifuga                                                        | Cambio: variomatic                                                          | Cambio: variomatic                                                          | Cambio: variomatic                                                          |
| Accensione                                   | puntine platinate                                                           | puntine platinate                                                           | puntine platinate                                                           | puntine platinate                                                           | puntine platinate                                                           |
| Trasmissione                                 | a catena                                                                    | a catena                                                                    | a catena                                                                    | a catena                                                                    | a catena                                                                    |
| Ciclistica                                   |                                                                             |                                                                             |                                                                             |                                                                             |                                                                             |
| Sospensioni                                  | Anteriore: forcella meccanica / Posteriore: doppio ammortizzatore idraulico | Anteriore: forcella meccanica / Posteriore: doppio ammortizzatore idraulico | Anteriore: forcella meccanica / Posteriore: doppio ammortizzatore idraulico | Anteriore: forcella meccanica / Posteriore: doppio ammortizzatore idraulico | Anteriore: forcella meccanica / Posteriore: doppio ammortizzatore idraulico |
| Freni                                        | Anteriore: a tamburo da 90 mm / Posteriore: a tamburo da 90 mm              | Anteriore: a tamburo da 90 mm / Posteriore: a tamburo da 90 mm              | Anteriore: a tamburo da 90 mm / Posteriore: a tamburo da 90 mm              | Anteriore: a tamburo da 90 mm / Posteriore: a tamburo da 90 mm              | Anteriore: a tamburo da 90 mm / Posteriore: a tamburo da 90 mm              |
| Pneumatici                                   | anteriore 2,50x16"; posteriore 2,75x16"                                     | anteriore 2,50x16"; posteriore 2,75x16"                                     | anteriore 2,50x16"; posteriore 2,75x16"                                     | anteriore 2,50x16"; posteriore 2,75x16"                                     | anteriore 2,50x16"; posteriore 2,75x16"                                     |
| Fonte dei dati:                              |                                                                             |                                                                             |                                                                             |                                                                             |                                                                             |

| Caratteristiche tecniche - Malaguti Fifty HF | Caratteristiche tecniche - Malaguti Fifty HF                                                                            | Caratteristiche tecniche - Malaguti Fifty HF                                                                            | Caratteristiche tecniche - Malaguti Fifty HF                                                                            | Caratteristiche tecniche - Malaguti Fifty HF                                                                            | Caratteristiche tecniche - Malaguti Fifty HF                                                                            |
| Dimensioni e pesi                            | Dimensioni e pesi | Dimensioni e pesi | Dimensioni e pesi | Dimensioni e pesi | Dimensioni e pesi |
| -------------------------------------------- | --- | --- | --- | --- | --- |
| Ingombri (lungh.×largh.×alt.)                | 1750 × 780 × 1140 mm | 1750 × 780 × 1140 mm | 1750 × 780 × 1140 mm | 1750 × 780 × 1140 mm | 1750 × 780 × 1140 mm |
| Altezze                                      | Sella: mm - Minima da terra: 180 mm                                                                                     | Sella: mm - Minima da terra: 180 mm                                                                                     | Sella: mm - Minima da terra: 180 mm                                                                                     | Sella: mm - Minima da terra: 180 mm                                                                                     | Sella: mm - Minima da terra: 180 mm                                                                                     |
| Interasse: 1140 mm                           | Interasse: 1140 mm | Massa a vuoto: 62 kg | Massa a vuoto: 62 kg | Serbatoio: 3,25 litri                                                                                                   | Serbatoio: 3,25 litri                                                                                                   |
| Meccanica                                    | | | | | |
| Tipo motore: monocilindrico a due tempi      | Tipo motore: monocilindrico a due tempi                                                                                 | Tipo motore: monocilindrico a due tempi                                                                                 | Tipo motore: monocilindrico a due tempi                                                                                 | Raffreddamento: ad aria                                                                                                 | Raffreddamento: ad aria                                                                                                 |
| Cilindrata                                   | 49,8 cm³ (Alesaggio 39 mm × Corsa 41,7 mm)                                                                              | 49,8 cm³ (Alesaggio 39 mm × Corsa 41,7 mm)                                                                              | 49,8 cm³ (Alesaggio 39 mm × Corsa 41,7 mm)                                                                              | 49,8 cm³ (Alesaggio 39 mm × Corsa 41,7 mm)                                                                              | 49,8 cm³ (Alesaggio 39 mm × Corsa 41,7 mm)                                                                              |
| Distribuzione:                               | Distribuzione: | Distribuzione: | Alimentazione: carburatore Dell'Orto SHA 14/12                                                                          | Alimentazione: carburatore Dell'Orto SHA 14/12                                                                          | Alimentazione: carburatore Dell'Orto SHA 14/12                                                                          |
| Frizione: dischi multipli in bagno d'olio    | Frizione: dischi multipli in bagno d'olio                                                                               | Frizione: dischi multipli in bagno d'olio                                                                               | Cambio: sequenziale a 3 marce (sempre in presa)                                                                         | Cambio: sequenziale a 3 marce (sempre in presa)                                                                         | Cambio: sequenziale a 3 marce (sempre in presa)                                                                         |
| Accensione                                   | elettronica CDI | elettronica CDI | elettronica CDI | elettronica CDI | elettronica CDI |
| Trasmissione                                 | primaria a denti elicoidali, secondaria a catena                                                                        | primaria a denti elicoidali, secondaria a catena                                                                        | primaria a denti elicoidali, secondaria a catena                                                                        | primaria a denti elicoidali, secondaria a catena                                                                        | primaria a denti elicoidali, secondaria a catena                                                                        |
| Ciclistica                                   | | | | | |
| Sospensioni                                  | Anteriore: forcella teleidraulica / Posteriore: due ammortizzatori a gas (2^ versione monoammortizzatore teleidraulico) | Anteriore: forcella teleidraulica / Posteriore: due ammortizzatori a gas (2^ versione monoammortizzatore teleidraulico) | Anteriore: forcella teleidraulica / Posteriore: due ammortizzatori a gas (2^ versione monoammortizzatore teleidraulico) | Anteriore: forcella teleidraulica / Posteriore: due ammortizzatori a gas (2^ versione monoammortizzatore teleidraulico) | Anteriore: forcella teleidraulica / Posteriore: due ammortizzatori a gas (2^ versione monoammortizzatore teleidraulico) |
| Freni                                        | Anteriore: a tamburo da 125 mm (2^ versione a disco 220mm) / Posteriore: a tamburo da 125 mm                            | Anteriore: a tamburo da 125 mm (2^ versione a disco 220mm) / Posteriore: a tamburo da 125 mm                            | Anteriore: a tamburo da 125 mm (2^ versione a disco 220mm) / Posteriore: a tamburo da 125 mm                            | Anteriore: a tamburo da 125 mm (2^ versione a disco 220mm) / Posteriore: a tamburo da 125 mm                            | Anteriore: a tamburo da 125 mm (2^ versione a disco 220mm) / Posteriore: a tamburo da 125 mm                            |
| Pneumatici                                   | anteriore 2,75x16"; posteriore 3,25x16"                                                                                 | anteriore 2,75x16"; posteriore 3,25x16"                                                                                 | anteriore 2,75x16"; posteriore 3,25x16"                                                                                 | anteriore 2,75x16"; posteriore 3,25x16"                                                                                 | anteriore 2,75x16"; posteriore 3,25x16"                                                                                 |
| Fonte dei dati:                              | | | | | |

| Caratteristiche tecniche - Malaguti Fifty CX | Caratteristiche tecniche - Malaguti Fifty CX                                             | Caratteristiche tecniche - Malaguti Fifty CX                                             | Caratteristiche tecniche - Malaguti Fifty CX                                             | Caratteristiche tecniche - Malaguti Fifty CX                                             | Caratteristiche tecniche - Malaguti Fifty CX                                             |
| Dimensioni e pesi                            | Dimensioni e pesi                                                                        | Dimensioni e pesi                                                                        | Dimensioni e pesi                                                                        | Dimensioni e pesi                                                                        | Dimensioni e pesi                                                                        |
| -------------------------------------------- | ---------------------------------------------------------------------------------------- | ---------------------------------------------------------------------------------------- | ---------------------------------------------------------------------------------------- | ---------------------------------------------------------------------------------------- | ---------------------------------------------------------------------------------------- |
| Ingombri (lungh.×largh.×alt.)                | 1750 × 780 × 1140 mm                                                                     | 1750 × 780 × 1140 mm                                                                     | 1750 × 780 × 1140 mm                                                                     | 1750 × 780 × 1140 mm                                                                     | 1750 × 780 × 1140 mm                                                                     |
| Altezze                                      | Sella: mm - Minima da terra: 180 mm                                                      | Sella: mm - Minima da terra: 180 mm                                                      | Sella: mm - Minima da terra: 180 mm                                                      | Sella: mm - Minima da terra: 180 mm                                                      | Sella: mm - Minima da terra: 180 mm                                                      |
| Interasse: 1140 mm                           | Interasse: 1140 mm                                                                       | Massa a vuoto: 62 kg                                                                     | Massa a vuoto: 62 kg                                                                     | Serbatoio: 3,25 litri                                                                    | Serbatoio: 3,25 litri                                                                    |
| Meccanica                                    |                                                                                          |                                                                                          |                                                                                          |                                                                                          |                                                                                          |
| Tipo motore: monocilindrico a due tempi      | Tipo motore: monocilindrico a due tempi                                                  | Tipo motore: monocilindrico a due tempi                                                  | Tipo motore: monocilindrico a due tempi                                                  | Raffreddamento: ad aria                                                                  | Raffreddamento: ad aria                                                                  |
| Cilindrata                                   | 49,8 cm³ (Alesaggio 39 mm × Corsa 41,7 mm)                                               | 49,8 cm³ (Alesaggio 39 mm × Corsa 41,7 mm)                                               | 49,8 cm³ (Alesaggio 39 mm × Corsa 41,7 mm)                                               | 49,8 cm³ (Alesaggio 39 mm × Corsa 41,7 mm)                                               | 49,8 cm³ (Alesaggio 39 mm × Corsa 41,7 mm)                                               |
| Distribuzione:                               | Distribuzione:                                                                           | Distribuzione:                                                                           | Alimentazione: carburatore Dell'Orto SHA 14/12                                           | Alimentazione: carburatore Dell'Orto SHA 14/12                                           | Alimentazione: carburatore Dell'Orto SHA 14/12                                           |
| Frizione: dischi multipli in bagno d'olio    | Frizione: dischi multipli in bagno d'olio                                                | Frizione: dischi multipli in bagno d'olio                                                | Cambio: sequenziale a 3 marce (sempre in presa)                                          | Cambio: sequenziale a 3 marce (sempre in presa)                                          | Cambio: sequenziale a 3 marce (sempre in presa)                                          |
| Accensione                                   | elettronica CDI                                                                          | elettronica CDI                                                                          | elettronica CDI                                                                          | elettronica CDI                                                                          | elettronica CDI                                                                          |
| Trasmissione                                 | primaria a denti elicoidali, secondaria a catena                                         | primaria a denti elicoidali, secondaria a catena                                         | primaria a denti elicoidali, secondaria a catena                                         | primaria a denti elicoidali, secondaria a catena                                         | primaria a denti elicoidali, secondaria a catena                                         |
| Ciclistica                                   |                                                                                          |                                                                                          |                                                                                          |                                                                                          |                                                                                          |
| Sospensioni                                  | Anteriore: forcella teleidraulica / Posteriore: monoammortizzatore progressivo idraulico | Anteriore: forcella teleidraulica / Posteriore: monoammortizzatore progressivo idraulico | Anteriore: forcella teleidraulica / Posteriore: monoammortizzatore progressivo idraulico | Anteriore: forcella teleidraulica / Posteriore: monoammortizzatore progressivo idraulico | Anteriore: forcella teleidraulica / Posteriore: monoammortizzatore progressivo idraulico |
| Freni                                        | Anteriore: freno a disco da 220 mm / Posteriore: a tamburo da 125 mm                     | Anteriore: freno a disco da 220 mm / Posteriore: a tamburo da 125 mm                     | Anteriore: freno a disco da 220 mm / Posteriore: a tamburo da 125 mm                     | Anteriore: freno a disco da 220 mm / Posteriore: a tamburo da 125 mm                     | Anteriore: freno a disco da 220 mm / Posteriore: a tamburo da 125 mm                     |
| Pneumatici                                   | anteriore 2,75x16"; posteriore 3,25x16"                                                  | anteriore 2,75x16"; posteriore 3,25x16"                                                  | anteriore 2,75x16"; posteriore 3,25x16"                                                  | anteriore 2,75x16"; posteriore 3,25x16"                                                  | anteriore 2,75x16"; posteriore 3,25x16"                                                  |
| Fonte dei dati:                              |                                                                                          |                                                                                          |                                                                                          |                                                                                          |                                                                                          |

| Caratteristiche tecniche - Malaguti Fifty Mistral         | Caratteristiche tecniche - Malaguti Fifty Mistral                                        | Caratteristiche tecniche - Malaguti Fifty Mistral                                        | Caratteristiche tecniche - Malaguti Fifty Mistral                                                     | Caratteristiche tecniche - Malaguti Fifty Mistral                                                     | Caratteristiche tecniche - Malaguti Fifty Mistral                                                     |
| Dimensioni e pesi                                         | Dimensioni e pesi                                                                        | Dimensioni e pesi                                                                        | Dimensioni e pesi                                                                                     | Dimensioni e pesi                                                                                     | Dimensioni e pesi                                                                                     |
| --------------------------------------------------------- | ---------------------------------------------------------------------------------------- | ---------------------------------------------------------------------------------------- | --- | --- | --- |
| Ingombri (lungh.×largh.×alt.)                             | 1750 × 780 × 1140 mm                                                                     | 1750 × 780 × 1140 mm                                                                     | 1750 × 780 × 1140 mm                                                                                  | 1750 × 780 × 1140 mm                                                                                  | 1750 × 780 × 1140 mm                                                                                  |
| Altezze                                                   | Sella: mm - Minima da terra: 180 mm                                                      | Sella: mm - Minima da terra: 180 mm                                                      | Sella: mm - Minima da terra: 180 mm                                                                   | Sella: mm - Minima da terra: 180 mm                                                                   | Sella: mm - Minima da terra: 180 mm                                                                   |
| Interasse: 1140 mm                                        | Interasse: 1140 mm                                                                       | Massa a vuoto: 62 kg                                                                     | Massa a vuoto: 62 kg                                                                                  | Serbatoio: 3,25 litri                                                                                 | Serbatoio: 3,25 litri                                                                                 |
| Meccanica                                                 |                                                                                          |                                                                                          | | | |
| Tipo motore: Franco Morini G30 monocilindrico a due tempi | Tipo motore: Franco Morini G30 monocilindrico a due tempi                                | Tipo motore: Franco Morini G30 monocilindrico a due tempi                                | Tipo motore: Franco Morini G30 monocilindrico a due tempi                                             | Raffreddamento: ad acqua                                                                              | Raffreddamento: ad acqua                                                                              |
| Cilindrata                                                | 49,8 cm³ (Alesaggio 39 mm × Corsa 41,7 mm)                                               | 49,8 cm³ (Alesaggio 39 mm × Corsa 41,7 mm)                                               | 49,8 cm³ (Alesaggio 39 mm × Corsa 41,7 mm)                                                            | 49,8 cm³ (Alesaggio 39 mm × Corsa 41,7 mm)                                                            | 49,8 cm³ (Alesaggio 39 mm × Corsa 41,7 mm)                                                            |
| Distribuzione:                                            | Distribuzione:                                                                           | Distribuzione:                                                                           | Alimentazione: carburatore Dell'Orto SHA 14/12                                                        | Alimentazione: carburatore Dell'Orto SHA 14/12                                                        | Alimentazione: carburatore Dell'Orto SHA 14/12                                                        |
| Frizione: dischi multipli in bagno d'olio                 | Frizione: dischi multipli in bagno d'olio                                                | Frizione: dischi multipli in bagno d'olio                                                | Cambio: sequenziale a 3 marce (sempre in presa) 1°: 10/33 (3,300) 2°: 15/29 (1,933) 3°: 19/25 (1,315) | Cambio: sequenziale a 3 marce (sempre in presa) 1°: 10/33 (3,300) 2°: 15/29 (1,933) 3°: 19/25 (1,315) | Cambio: sequenziale a 3 marce (sempre in presa) 1°: 10/33 (3,300) 2°: 15/29 (1,933) 3°: 19/25 (1,315) |
| Accensione                                                | elettronica CDI                                                                          | elettronica CDI                                                                          | elettronica CDI                                                                                       | elettronica CDI                                                                                       | elettronica CDI                                                                                       |
| Trasmissione                                              | primaria a denti elicoidali, secondaria a catena                                         | primaria a denti elicoidali, secondaria a catena                                         | primaria a denti elicoidali, secondaria a catena                                                      | primaria a denti elicoidali, secondaria a catena                                                      | primaria a denti elicoidali, secondaria a catena                                                      |
| Ciclistica                                                |                                                                                          |                                                                                          | | | |
| Sospensioni                                               | Anteriore: forcella teleidraulica / Posteriore: monoammortizzatore progressivo idraulico | Anteriore: forcella teleidraulica / Posteriore: monoammortizzatore progressivo idraulico | Anteriore: forcella teleidraulica / Posteriore: monoammortizzatore progressivo idraulico              | Anteriore: forcella teleidraulica / Posteriore: monoammortizzatore progressivo idraulico              | Anteriore: forcella teleidraulica / Posteriore: monoammortizzatore progressivo idraulico              |
| Freni                                                     | Anteriore: freno a disco da 220 mm / Posteriore: a tamburo da 125 mm                     | Anteriore: freno a disco da 220 mm / Posteriore: a tamburo da 125 mm                     | Anteriore: freno a disco da 220 mm / Posteriore: a tamburo da 125 mm                                  | Anteriore: freno a disco da 220 mm / Posteriore: a tamburo da 125 mm                                  | Anteriore: freno a disco da 220 mm / Posteriore: a tamburo da 125 mm                                  |
| Pneumatici                                                | anteriore 2,75x16"; posteriore 3,25x16"                                                  | anteriore 2,75x16"; posteriore 3,25x16"                                                  | anteriore 2,75x16"; posteriore 3,25x16"                                                               | anteriore 2,75x16"; posteriore 3,25x16"                                                               | anteriore 2,75x16"; posteriore 3,25x16"                                                               |
| Fonte dei dati:                                           |                                                                                          |                                                                                          | | | |

| Caratteristiche tecniche - Malaguti Fifty Evolution | Caratteristiche tecniche - Malaguti Fifty Evolution | Caratteristiche tecniche - Malaguti Fifty Evolution | Caratteristiche tecniche - Malaguti Fifty Evolution | Caratteristiche tecniche - Malaguti Fifty Evolution | Caratteristiche tecniche - Malaguti Fifty Evolution |
| --- | --- | --- | --- | --- | --- |
| | | | | | |
| Dimensioni e pesi | | | | | |
| Ingombri (lungh.×largh.×alt.) | 1800 × 740 × 1140 mm | 1800 × 740 × 1140 mm | 1800 × 740 × 1140 mm | 1800 × 740 × 1140 mm | 1800 × 740 × 1140 mm |
| Altezze | Sella: 750 mm - Minima da terra: 250 mm | Sella: 750 mm - Minima da terra: 250 mm | Sella: 750 mm - Minima da terra: 250 mm | Sella: 750 mm - Minima da terra: 250 mm | Sella: 750 mm - Minima da terra: 250 mm |
| Interasse: 1230 mm | Interasse: 1230 mm | Massa a vuoto: 89 kg | Massa a vuoto: 89 kg | Serbatoio: 6,5 litri | Serbatoio: 6,5 litri |
| Meccanica | | | | | |
| Tipo motore: Minarelli AM3 monocilindrico a due tempi con contralbero di bilanciamento e aspirazione nel carter con pacco lamellare in fibra di vetro. | Tipo motore: Minarelli AM3 monocilindrico a due tempi con contralbero di bilanciamento e aspirazione nel carter con pacco lamellare in fibra di vetro. | Tipo motore: Minarelli AM3 monocilindrico a due tempi con contralbero di bilanciamento e aspirazione nel carter con pacco lamellare in fibra di vetro. | Tipo motore: Minarelli AM3 monocilindrico a due tempi con contralbero di bilanciamento e aspirazione nel carter con pacco lamellare in fibra di vetro. | Raffreddamento: a liquido con pompa di circolazione forzata | Raffreddamento: a liquido con pompa di circolazione forzata |
| Cilindrata | 49,7 cm³ (Alesaggio 40,3 mm × Corsa 39 mm) | 49,7 cm³ (Alesaggio 40,3 mm × Corsa 39 mm) | 49,7 cm³ (Alesaggio 40,3 mm × Corsa 39 mm) | 49,7 cm³ (Alesaggio 40,3 mm × Corsa 39 mm) | 49,7 cm³ (Alesaggio 40,3 mm × Corsa 39 mm) |
| Distribuzione: | Distribuzione: | Distribuzione: | Alimentazione: carburatore Dell'Orto SHA 14/12B | Alimentazione: carburatore Dell'Orto SHA 14/12B | Alimentazione: carburatore Dell'Orto SHA 14/12B |
| Frizione: dischi multipli in bagno d'olio | Frizione: dischi multipli in bagno d'olio | Frizione: dischi multipli in bagno d'olio | Cambio: sequenziale a 3 marce (sempre in presa) 1°: 10/33 (3,300) 2°: 15/29 (1,933) 3°: 19/25 (1,315) Disponibile in commercio il kit di elaborazione "top performance" per sostituire il monoblocco da 3 a 5 rapporti (6 nella versione AM6 ancora in produzione). | Cambio: sequenziale a 3 marce (sempre in presa) 1°: 10/33 (3,300) 2°: 15/29 (1,933) 3°: 19/25 (1,315) Disponibile in commercio il kit di elaborazione "top performance" per sostituire il monoblocco da 3 a 5 rapporti (6 nella versione AM6 ancora in produzione). | Cambio: sequenziale a 3 marce (sempre in presa) 1°: 10/33 (3,300) 2°: 15/29 (1,933) 3°: 19/25 (1,315) Disponibile in commercio il kit di elaborazione "top performance" per sostituire il monoblocco da 3 a 5 rapporti (6 nella versione AM6 ancora in produzione). |
| Accensione | elettronica CDI ad anticipo variabile | elettronica CDI ad anticipo variabile | elettronica CDI ad anticipo variabile | elettronica CDI ad anticipo variabile | elettronica CDI ad anticipo variabile |
| Trasmissione | primaria a denti elicoidali, secondaria a catena | primaria a denti elicoidali, secondaria a catena | primaria a denti elicoidali, secondaria a catena | primaria a denti elicoidali, secondaria a catena | primaria a denti elicoidali, secondaria a catena |
| Avviamento | elettrico | elettrico | elettrico | elettrico | elettrico |
| Ciclistica | | | | | |
| Telaio | monotrave in tubo d'acciaio con piastre laterali in alluminio e traliccio posteriore                                                                   | monotrave in tubo d'acciaio con piastre laterali in alluminio e traliccio posteriore                                                                   | monotrave in tubo d'acciaio con piastre laterali in alluminio e traliccio posteriore | monotrave in tubo d'acciaio con piastre laterali in alluminio e traliccio posteriore | monotrave in tubo d'acciaio con piastre laterali in alluminio e traliccio posteriore |
| Sospensioni | Anteriore: forcella monobraccio oscillante con ammortizzatore singolo "Paioli" / Posteriore: monobraccio "a banana" con ammortizzatore singolo         | Anteriore: forcella monobraccio oscillante con ammortizzatore singolo "Paioli" / Posteriore: monobraccio "a banana" con ammortizzatore singolo         | Anteriore: forcella monobraccio oscillante con ammortizzatore singolo "Paioli" / Posteriore: monobraccio "a banana" con ammortizzatore singolo | Anteriore: forcella monobraccio oscillante con ammortizzatore singolo "Paioli" / Posteriore: monobraccio "a banana" con ammortizzatore singolo | Anteriore: forcella monobraccio oscillante con ammortizzatore singolo "Paioli" / Posteriore: monobraccio "a banana" con ammortizzatore singolo |
| Freni | Anteriore: freno a disco da 220 mm / Posteriore: a tamburo da 140 mm                                                                                   | Anteriore: freno a disco da 220 mm / Posteriore: a tamburo da 140 mm                                                                                   | Anteriore: freno a disco da 220 mm / Posteriore: a tamburo da 140 mm | Anteriore: freno a disco da 220 mm / Posteriore: a tamburo da 140 mm | Anteriore: freno a disco da 220 mm / Posteriore: a tamburo da 140 mm |
| Pneumatici | anteriore 2,75x16"; posteriore 3,25x16" | anteriore 2,75x16"; posteriore 3,25x16" | anteriore 2,75x16"; posteriore 3,25x16" | anteriore 2,75x16"; posteriore 3,25x16" | anteriore 2,75x16"; posteriore 3,25x16" |
| Fonte dei dati: | | | | | |

| Caratteristiche tecniche - Malaguti Fifty Top Colors      | Caratteristiche tecniche - Malaguti Fifty Top Colors                                                                     | Caratteristiche tecniche - Malaguti Fifty Top Colors                                                                     | Caratteristiche tecniche - Malaguti Fifty Top Colors                                                                     | Caratteristiche tecniche - Malaguti Fifty Top Colors                                                                     | Caratteristiche tecniche - Malaguti Fifty Top Colors                                                                     |
| Dimensioni e pesi                                         | Dimensioni e pesi | Dimensioni e pesi | Dimensioni e pesi | Dimensioni e pesi | Dimensioni e pesi |
| --------------------------------------------------------- | --- | --- | --- | --- | --- |
| Ingombri (lungh.×largh.×alt.)                             | 1750 × 910 × 1140 mm | 1750 × 910 × 1140 mm | 1750 × 910 × 1140 mm | 1750 × 910 × 1140 mm | 1750 × 910 × 1140 mm |
| Altezze                                                   | Sella: 840 mm - Minima da terra: 180 mm                                                                                  | Sella: 840 mm - Minima da terra: 180 mm                                                                                  | Sella: 840 mm - Minima da terra: 180 mm                                                                                  | Sella: 840 mm - Minima da terra: 180 mm                                                                                  | Sella: 840 mm - Minima da terra: 180 mm                                                                                  |
| Interasse: 1140 mm                                        | Interasse: 1140 mm | Massa a vuoto: 70 kg | Massa a vuoto: 70 kg | Serbatoio: 3,5 litri | Serbatoio: 3,5 litri |
| Meccanica                                                 | | | | | |
| Tipo motore: Franco Morini G30 monocilindrico a due tempi | Tipo motore: Franco Morini G30 monocilindrico a due tempi                                                                | Tipo motore: Franco Morini G30 monocilindrico a due tempi                                                                | Tipo motore: Franco Morini G30 monocilindrico a due tempi                                                                | Raffreddamento: ad acqua                                                                                                 | Raffreddamento: ad acqua                                                                                                 |
| Cilindrata                                                | 49,8 cm³ (Alesaggio 39 mm × Corsa 41,7 mm)                                                                               | 49,8 cm³ (Alesaggio 39 mm × Corsa 41,7 mm)                                                                               | 49,8 cm³ (Alesaggio 39 mm × Corsa 41,7 mm)                                                                               | 49,8 cm³ (Alesaggio 39 mm × Corsa 41,7 mm)                                                                               | 49,8 cm³ (Alesaggio 39 mm × Corsa 41,7 mm)                                                                               |
| Distribuzione:                                            | Distribuzione: | Distribuzione: | Alimentazione: carburatore Dell'Orto SHA 14/12B                                                                          | Alimentazione: carburatore Dell'Orto SHA 14/12B                                                                          | Alimentazione: carburatore Dell'Orto SHA 14/12B                                                                          |
| Frizione: dischi multipli in bagno d'olio                 | Frizione: dischi multipli in bagno d'olio                                                                                | Frizione: dischi multipli in bagno d'olio                                                                                | Cambio: sequenziale a 4 marce (sempre in presa) 1°: 10/33 (3,300) 2°: 15/29 (1,933) 3°: 19/25 (1,315) 4°: 21/23 (1,095)  | Cambio: sequenziale a 4 marce (sempre in presa) 1°: 10/33 (3,300) 2°: 15/29 (1,933) 3°: 19/25 (1,315) 4°: 21/23 (1,095)  | Cambio: sequenziale a 4 marce (sempre in presa) 1°: 10/33 (3,300) 2°: 15/29 (1,933) 3°: 19/25 (1,315) 4°: 21/23 (1,095)  |
| Accensione                                                | elettronica CDI | elettronica CDI | elettronica CDI | elettronica CDI | elettronica CDI |
| Trasmissione                                              | primaria a denti dritti, secondaria a catena                                                                             | primaria a denti dritti, secondaria a catena                                                                             | primaria a denti dritti, secondaria a catena                                                                             | primaria a denti dritti, secondaria a catena                                                                             | primaria a denti dritti, secondaria a catena                                                                             |
| Ciclistica                                                | | | | | |
| Telaio                                                    | in tubo d'acciaio | in tubo d'acciaio | in tubo d'acciaio | in tubo d'acciaio | in tubo d'acciaio |
| Sospensioni                                               | Anteriore: forcella teleidraulica / Posteriore: forcellone oscillante con monoammortizzatore idraulico interno al telaio | Anteriore: forcella teleidraulica / Posteriore: forcellone oscillante con monoammortizzatore idraulico interno al telaio | Anteriore: forcella teleidraulica / Posteriore: forcellone oscillante con monoammortizzatore idraulico interno al telaio | Anteriore: forcella teleidraulica / Posteriore: forcellone oscillante con monoammortizzatore idraulico interno al telaio | Anteriore: forcella teleidraulica / Posteriore: forcellone oscillante con monoammortizzatore idraulico interno al telaio |
| Freni                                                     | Anteriore: freno a disco da 220 mm / Posteriore: a tamburo da 125 mm                                                     | Anteriore: freno a disco da 220 mm / Posteriore: a tamburo da 125 mm                                                     | Anteriore: freno a disco da 220 mm / Posteriore: a tamburo da 125 mm                                                     | Anteriore: freno a disco da 220 mm / Posteriore: a tamburo da 125 mm                                                     | Anteriore: freno a disco da 220 mm / Posteriore: a tamburo da 125 mm                                                     |
| Pneumatici                                                | anteriore 2,3/4x16"; posteriore 3,25x16"                                                                                 | anteriore 2,3/4x16"; posteriore 3,25x16"                                                                                 | anteriore 2,3/4x16"; posteriore 3,25x16"                                                                                 | anteriore 2,3/4x16"; posteriore 3,25x16"                                                                                 | anteriore 2,3/4x16"; posteriore 3,25x16"                                                                                 |
| Fonte dei dati:                                           | | | | | |

| Caratteristiche tecniche - Malaguti Fifty Top             | Caratteristiche tecniche - Malaguti Fifty Top                                                                                             | Caratteristiche tecniche - Malaguti Fifty Top                                                                                             | Caratteristiche tecniche - Malaguti Fifty Top                                                                                             | Caratteristiche tecniche - Malaguti Fifty Top                                                                                             | Caratteristiche tecniche - Malaguti Fifty Top                                                                                             |
| Dimensioni e pesi                                         | Dimensioni e pesi | Dimensioni e pesi | Dimensioni e pesi | Dimensioni e pesi | Dimensioni e pesi |
| --------------------------------------------------------- | --- | --- | --- | --- | --- |
| Ingombri (lungh.×largh.×alt.)                             | 1750 × 780 × 1140 mm | 1750 × 780 × 1140 mm | 1750 × 780 × 1140 mm | 1750 × 780 × 1140 mm | 1750 × 780 × 1140 mm |
| Altezze                                                   | Sella: 840 mm - Minima da terra: 180 mm                                                                                                   | Sella: 840 mm - Minima da terra: 180 mm                                                                                                   | Sella: 840 mm - Minima da terra: 180 mm                                                                                                   | Sella: 840 mm - Minima da terra: 180 mm                                                                                                   | Sella: 840 mm - Minima da terra: 180 mm                                                                                                   |
| Interasse: 1140 mm                                        | Interasse: 1140 mm | Massa a vuoto: 74 kg | Massa a vuoto: 74 kg | Serbatoio: 3,5 litri | Serbatoio: 3,5 litri |
| Meccanica                                                 | | | | | |
| Tipo motore: Franco Morini G30 monocilindrico a due tempi | Tipo motore: Franco Morini G30 monocilindrico a due tempi                                                                                 | Tipo motore: Franco Morini G30 monocilindrico a due tempi                                                                                 | Tipo motore: Franco Morini G30 monocilindrico a due tempi                                                                                 | Raffreddamento: ad acqua | Raffreddamento: ad acqua |
| Cilindrata                                                | 49,8 cm³ (Alesaggio 39 mm × Corsa 41,7 mm)                                                                                                | 49,8 cm³ (Alesaggio 39 mm × Corsa 41,7 mm)                                                                                                | 49,8 cm³ (Alesaggio 39 mm × Corsa 41,7 mm)                                                                                                | 49,8 cm³ (Alesaggio 39 mm × Corsa 41,7 mm)                                                                                                | 49,8 cm³ (Alesaggio 39 mm × Corsa 41,7 mm)                                                                                                |
| Distribuzione:                                            | Distribuzione: | Distribuzione: | Alimentazione: carburatore Dell'Orto SHA 14/12                                                                                            | Alimentazione: carburatore Dell'Orto SHA 14/12                                                                                            | Alimentazione: carburatore Dell'Orto SHA 14/12                                                                                            |
| Frizione: dischi multipli in bagno d'olio                 | Frizione: dischi multipli in bagno d'olio                                                                                                 | Frizione: dischi multipli in bagno d'olio                                                                                                 | Cambio: sequenziale a 4 marce (sempre in presa) 1°: 10/33 (3,300) 2°: 15/29 (1,933) 3°: 19/25 (1,315) 4°: 21/23 (1,095)                   | Cambio: sequenziale a 4 marce (sempre in presa) 1°: 10/33 (3,300) 2°: 15/29 (1,933) 3°: 19/25 (1,315) 4°: 21/23 (1,095)                   | Cambio: sequenziale a 4 marce (sempre in presa) 1°: 10/33 (3,300) 2°: 15/29 (1,933) 3°: 19/25 (1,315) 4°: 21/23 (1,095)                   |
| Accensione                                                | elettronica CDI | elettronica CDI | elettronica CDI | elettronica CDI | elettronica CDI |
| Trasmissione                                              | primaria a denti dritti con parastrappi, secondaria a catena                                                                              | primaria a denti dritti con parastrappi, secondaria a catena                                                                              | primaria a denti dritti con parastrappi, secondaria a catena                                                                              | primaria a denti dritti con parastrappi, secondaria a catena                                                                              | primaria a denti dritti con parastrappi, secondaria a catena                                                                              |
| Avviamento                                                | elettrico (opzionale) | elettrico (opzionale) | elettrico (opzionale) | elettrico (opzionale) | elettrico (opzionale) |
| Ciclistica                                                | | | | | |
| Telaio                                                    | in tubo d'acciaio | in tubo d'acciaio | in tubo d'acciaio | in tubo d'acciaio | in tubo d'acciaio |
| Sospensioni                                               | Anteriore: forcella teleidraulica a perno avanzato / Posteriore: forcellone oscillante con monoammortizzatore idraulico interno al telaio | Anteriore: forcella teleidraulica a perno avanzato / Posteriore: forcellone oscillante con monoammortizzatore idraulico interno al telaio | Anteriore: forcella teleidraulica a perno avanzato / Posteriore: forcellone oscillante con monoammortizzatore idraulico interno al telaio | Anteriore: forcella teleidraulica a perno avanzato / Posteriore: forcellone oscillante con monoammortizzatore idraulico interno al telaio | Anteriore: forcella teleidraulica a perno avanzato / Posteriore: forcellone oscillante con monoammortizzatore idraulico interno al telaio |
| Freni                                                     | Anteriore: freno a disco da 220 mm / Posteriore: a tamburo da 125 mm                                                                      | Anteriore: freno a disco da 220 mm / Posteriore: a tamburo da 125 mm                                                                      | Anteriore: freno a disco da 220 mm / Posteriore: a tamburo da 125 mm                                                                      | Anteriore: freno a disco da 220 mm / Posteriore: a tamburo da 125 mm                                                                      | Anteriore: freno a disco da 220 mm / Posteriore: a tamburo da 125 mm                                                                      |
| Pneumatici                                                | anteriore 2,75x16"; posteriore 3,25x16"                                                                                                   | anteriore 2,75x16"; posteriore 3,25x16"                                                                                                   | anteriore 2,75x16"; posteriore 3,25x16"                                                                                                   | anteriore 2,75x16"; posteriore 3,25x16"                                                                                                   | anteriore 2,75x16"; posteriore 3,25x16"                                                                                                   |
| Fonte dei dati:                                           | | | | | |